# Японская концессия в Тяньцзине
Японская концессия в Тяньцзине была одной из девяти иностранных концессий в Тяньцзине. Это была также самая крупная и единственная относительно процветающая из пяти японских концессий в современном Китае (четыре других находятся в Ханькоу, Сучжоу, Ханчжоу и Чунцине).

## История
21 июля 1896 года правительство Цин и правительство Японии подписали китайско-японский договор о торговле и мореплавании. 29 августа 1898 года в соответствии с китайско-японским договором о торговле и мореплавании правительство Цин и правительство Японии подписали соглашение о японской концессии в Тяньцзине и дополнительный протокол, которые разграничили японскую концессию, граничащую с французской концессией в Тяньцзине на юге и выходящую на старый город Тяньцзинь на северо-западе. Но никакого развития не произошло.
В 1903 году, когда была официально учреждена японская концессия в Тяньцзине, она была еще больше расширена. Площадь составляет 2150 акров. На востоке он граничит с рекой Хайхэ, а на юго-востоке соединяется с французской концессией в Тяньцзине по дороге Цюшань (ныне дорога Цзиньчжоу). На юге она доходит до реки Цянцзы (ныне Нанкинская дорога), а на западе — до улицы Наньмэньвай. Она начинается от юго-восточных угловых ворот на севере и проходит по обеим сторонам улицы Сюй (ныне улица Хэпин) до улицы Фукусима (ныне улица Долунь), а затем поворачивает на запад.
Территория, где расположена японская концессия в Тяньцзине, изначально представляла собой болото на юго-востоке города Тяньцзинь. Когда в 1860-х годах Великобритания и Франция открыли концессии в Тяньцзине, они обошли стороной этот район, который было трудно развивать. После 1903 года был реализован масштабный проект по освоению земель. Поскольку он располагался между британскими и французскими концессиями и старым городом Тяньцзинь, он вскоре превратился в развлекательный и торговый район Тяньцзиня. Японское правительство разрешило употребление наркотиков на этих концессиях, сделав наркоиндустрию легальной. В результате японская концессия в Тяньцзине стала местом сосредоточения опиумных притонов и публичных домов, что привлекло внимание международной общественности.

## Генеральное консульство Японии
Бывшее консульство Японии в Тяньцзине было консульством бывшего японского правительства в Тяньцзине, расположенным на улице Миядзима в тогдашней японской концессии Тяньцзинь. Здание было снесено после основания Китайской Народной Республики. В первый год правления императора Гуансюя династии Цин (1875) в Тяньцзине в резиденции американского эмигранта было основано японское консульство . Позднее консульство переехало в здание на пересечении улиц Тайань-роуд и Цзефан-Норт-роуд по диагонали напротив отеля Astor. В 1902 году Япония повысила статус своего консульства в Тяньцзине до генерального консульства, а первым генеральным консулом стал Идзюин Хикочи. В 1909 году Генеральное консульство Японии в Тяньцзине переехало из Британской концессии в Тяньцзине на улицу Ронг в Японской концессии в Тяньцзине (ныне улица Синьхуа в районе Хэпин). В 1915 году Генеральное консульство Японии в Тяньцзине переехало в новое здание на южной стороне Японского сада на улице Миядзима (ныне на южной стороне Аудиториума Байи на улице Аньшань, район Хэпин). В октябре 1935 года Генеральное консульство Японии в Тяньцзине провело совещание генеральных консулов в Китае в Тяньцзине, на котором было изучено и согласовано соглашение о регулировании китайско-японских отношений. В ноябре того же года комиссар окружного комиссариата Джими Инь Жугэн установил в уезде Тун предательский режим «Антикоммунистического автономного правительства Цзидун». В мае 1937 года Генеральное консульство Японии в Тяньцзине созвало Северокитайскую консульскую конференцию для изучения ситуации в Северном Китае, а затем инициировало «Инцидент Лугоуцяо». В январе 1943 года Япония вернула японскую концессию в Тяньцзине режиму Ван Цзинвэя и переименовала его в район Синъя 1. Ван Сюгао, тогдашний мэр Тяньцзиня, назначил Чжан Тунляна начальником района Синъя 1. Японское консульство в Тяньцзине было передано в управление Группе японских резидентов. После образования Китайской Народной Республики здание было снесено. В японском консульстве в Тяньцзине работали генеральный консул, два консула, несколько вице-консулов и военные атташе, присланные гарнизоном. Среди них было много японцев, служивших генеральными консулами в Тяньцзине, которые стали важными фигурами в последующей агрессивной войне против Китая. Например: Хатиро Арита, который когда-то был генеральным консулом в Тяньцзине, был повышен до министра иностранных дел Японии после перевода обратно в Японию. Генеральный консул Сигэру Кавагоэ впоследствии был назначен послом в Китае. Эйдзи Аманэ, некогда занимавший должность консула в Тяньцзине, впоследствии был повышен до должности директора Департамента разведки Министерства иностранных дел Японии. Ёсида Сигэру, занимавший пост премьер-министра Японии после Второй мировой войны, также занимал пост генерального консула в Тяньцзине. Консульство Японии в Тяньцзине имело три отдела, три секции и одно бюро: отдел общих дел, экономический отдел, судебный отдел, бухгалтерский отдел, отдел телекоммуникаций, отдел документации и полицейский отдел. Позднее был добавлен корейский факультет. Кроме того, Министерство здравоохранения, труда и социального обеспечения Японии также располагает персоналом по профилактике эпидемий. Среди них Министерство экономики отвечало за защиту экономической деятельности японских экспатриантов и проведение экономических исследований в Китае в то время, уделяя особое внимание расследованиям и исследованиям экономических условий, связанных с армией. В Министерстве юстиции имеется инспектор полиции, который выполняет функции прокурора и отвечает за осуществление консульской юрисдикции. Генеральное консульство в Тяньцзине управляло консульствами в Циндао, Цзинане, Чжанцзякоу, Тайюане и других местах и было центром контроля Японии над Северным Китаем. Японское консульство в Тяньцзине создало широкую разведывательную сеть в Северном Китае, собирая разведданные в таких областях, как политика, армия, экономика, культура и общественные обычаи.

## Группа резидентов Японии
Ассоциация японских жителей Тяньцзиня была основана в 33-й год правления императора Гуансюя династии Цин (1907). Его предшественником было «Тяньцзиньское японское концессионное бюро». Будучи автономной группой японских эмигрантов, проживавших в Тяньцзине в первой половине XX века , Ассоциация японских жителей Тяньцзиня была органом Тяньцзиньской японской концессии, имевшим как законодательные, так и административные полномочия и находившимся под руководством Генерального консульства Японии в Тяньцзине. Когда японская концессия в Тяньцзине была впервые создана, административная власть контролировалась японским консулом в Тяньцзине. В августе 28-го года правления императора Гуансюя династии Цин (1902 г.) японское консульство в Тяньцзине учредило «Тяньцзиньское японское концессионное бюро» как орган власти Тяньцзиньской японской концессии. Административным органом Тяньцзиньского бюро концессий Японии был «Административный комитет Тяньцзиньского бюро концессий Японии». На 33-м году правления императора Гуансюя династии Цин (1907 г.) в японской концессии в Тяньцзине был введен в действие «Закон о местном ополчении», принятый японским правительством. Согласно правилам его реализации, японские экспатрианты, проживающие в японской концессии в Тяньцзине и в 2 ли за пределами концессии (в 1938 году эта цифра была изменена на 3 ли за пределами концессии), образовали «Группу жителей Тяньцзиня». Когда Японский резидентский корпус в Тяньцзине был впервые создан, он располагался на улице Асахи в японской концессии в Тяньцзине (теперь это участок от юга дороги Хэпин до дороги Цзиньчжоу). В 1914 году Группа японских жителей Тяньцзиня переехала в недавно построенный Японский общественный зал Тяньцзиня в парке Ямато. Здание граничило с улицей Миядзима (ныне улица Аньшань) на востоке, улицей Фукусима (ныне улица Долунь) на западе, улицей Ронг (ныне улица Синьхуа) на севере и улицей Хуаюань (ныне улица Шаньдун) на юге. Ассамблея японских жителей Тяньцзиня — это учреждение в составе Ассоциации японских жителей Тяньцзиня, имеющее как законодательные, так и исполнительные полномочия. Он имеет право принимать решения по всем административным вопросам Ассоциации японских жителей Тяньцзиня, включая бюджет, итоговые отчеты, налогообложение, образование, помощь, здравоохранение, транспорт, пожарную охрану и волонтерский корпус. Ассамблея японских жителей Тяньцзиня состоит из членов, избираемых жителями. Любой японец, проживающий в районе Ассоциации жителей Тяньцзиньской японской концессии и плативший определенную сумму налогов в течение шести последовательных месяцев, имеет право избирать и быть избранным в качестве члена Ассамблеи жителей. Китайцы и представители других национальностей, проживающие на территории японской концессии в Тяньцзине и соблюдающие японские законы и правила или платящие налоги, также имеют право избирать и быть избранными членами Ассамблеи жителей. Число членов Ассамблеи японских жителей Тяньцзиня составляет 60 человек (более половины из которых должны быть японцами), а срок полномочий членов составляет два года.

### Исполнительный комитет
Административный комитет Ассоциации японских жителей Тяньцзиня был избран Ассамблеей японских жителей Тяньцзиня, созванной Генеральным консулом Японии в Тяньцзине. Это был орган, отвечавший за ежедневные административные дела Ассоциации японских жителей в Тяньцзине, аналогичный Совету концессий, представленному Советом директоров Тяньцзиньского муниципального совета Британской концессии. Административный комитет Корпуса японских жителей Тяньцзиня реализует резолюции Конгресса японских жителей Тяньцзиня, принимает резолюции по чрезвычайным вопросам от имени Конгресса японских жителей Тяньцзиня, решает вопросы, порученные Конгрессом японских жителей Тяньцзиня, занимается различными повседневными административными делами в Корпусе японских жителей Тяньцзиня, назначает, увольняет, руководит, контролирует и наказывает должностных лиц Корпуса японских жителей Тяньцзиня. Первоначальный административный комитет Ассоциации японских резидентов в Тяньцзине состоял из 10 членов и 5 подготовительных членов. В 1934 году Административный комитет японских резидентов в Тяньцзине сократил число своих членов до 7 и преобразовал Административный комитет в Совет консультантов. В 1936 году Министерство иностранных дел Японии распорядилось изменить административную систему японской концессии в Тяньцзине на систему местных начальников милиции. Кроме того, Административный комитет японских жителей Тяньцзиня также учредил 11 следственных комитетов в качестве консультативных органов, в том числе:
- Временный финансовый следственный комитет был создан в марте 1911 года и упразднен в марте 1926 года.
- Комитет по расследованию налогового законодательства был создан в марте 1916 года и упразднен в марте 1926 года.
- Комитет по расследованию финансирования был создан в апреле 1921 года и стал постоянно действующим органом.
- Комитет по расследованию деятельности органов образования был создан в марте 1921 года и упразднен в марте 1926 года.
- Комитет по сбору средств для предприятий и выдаче казначейских субсидий был создан в марте 1921 года и упразднен в марте 1926 года.
- В апреле 1925 года был создан Следственный комитет по распоряжению землей, купленной по низким ценам, который был упразднен в декабре 1926 года.
- Специальный комитет по расследованию строительства доков был создан в апреле 1925 года и упразднен в декабре 1926 года.
- Специальный комитет по расследованию приобретения земель и домов для строительства доков был создан в ноябре 1925 года и упразднен в декабре 1926 года.
- Специальный комитет по расследованию субсидий на образование был создан в апреле 1925 года и упразднен в декабре 1926 года.
- В апреле 1925 года был создан Специальный комитет по расследованию уставов милиции, который стал постоянно действующим органом.
- В марте 1928 года был создан Комитет по расследованию проведения торжественной церемонии памяти, который стал постоянно действующим органом.

### Организационная структура
В офисе Ассоциации японских жителей Тяньцзиня работают один председатель и два директора, а также ряд клерков и сотрудников. Исходя из реальных дел японской концессии в Тяньцзине, японский резидентский корпус в Тяньцзине изначально создал шесть отделов, а именно: отдел общих дел, финансовый отдел, инженерный отдел, электротехнический отдел, отдел здравоохранения и отдел академических дел. В 1926 году в состав резидентской милиции были добавлены следственный отдел и отдел чистоты. Различные отделы резидентской милиции отвечают за следующие вопросы:
- Отдел общих вопросов: отвечает за разработку законов, положений и бюджетов Ассоциации японских жителей Тяньцзиня, отвечает за организацию выборов членов Совета японских жителей Тяньцзиня, отвечает за получение и хранение документов Ассоциации японских жителей Тяньцзиня, отвечает за гражданские судебные разбирательства и посредничество, а также за церемонии жертвоприношений в пределах японской концессии в Тяньцзине и т. д.
- Финансовый отдел: отвечает за сбор и расходование денежных средств в рамках Группы японских резидентов в Тяньцзине, а также за управление имуществом, сбор, налогообложение и другие финансовые вопросы Группы японских резидентов в Тяньцзине.
- Инженерный отдел: отвечает за строительство и обслуживание городской инфраструктуры, такой как дороги, мосты, насыпи, доки, водные пути и канализационные системы в японской концессии в Тяньцзине; отвечал за планирование, геодезию и картографирование в пределах японской концессии в Тяньцзине; отвечает за утверждение и приемку строительных проектов в пределах японской концессии в Тяньцзине; отвечает за управление парками и зелеными насаждениями на территории японской концессии в Тяньцзине.
- Электротехнический отдел: отвечает за строительство и управление электроснабжением энергетических объектов в японской концессии в Тяньцзине.
- Департамент здравоохранения: отвечает за управление больницами, клиниками и профилактику инфекционных заболеваний в японской концессии в Тяньцзине.
- Отдел чистоты: отвечает за разработку правил и законов о чистоте в Японской концессии в Тяньцзине, а также за санитарию дорог и утилизацию мусора в Японской концессии в Тяньцзине.
- Департамент по академическим вопросам: отвечает за управление начальным и средним образованием и социальным образованием в Японской концессии в Тяньцзине, а также отвечает за рассмотрение учебной программы и учебных материалов школ в Японской концессии в Тяньцзине.
- Отдел расследований: отвечает за координацию и контроль работы Следственного комитета в японской концессии в Тяньцзине.

30 марта 1943 года Япония передала японскую концессию в Тяньцзине правительству Ван Цзинвэя, но фактически сохранила свою первоначальную систему. Лишь после окончания Второй мировой войны в 1945 году правительство Китайской Республики официально взяло под свой контроль японскую концессию в Тяньцзине. Корпус японских резидентов в Тяньцзине был объявлен расформированным, а Японский общественный дом в Тяньцзине был преобразован в Командование гарнизона Тяньцзиня. В 1961 году Японский общественный зал в Тяньцзине был снесен и переоборудован в Аудиторию имени 1 августа Тяньцзиньского гарнизона Народно-освободительной армии Китая.

### Японские казармы
Храм Хайгуан изначально был знаменитым храмом в Тяньцзине. Он был построен во времена правления императора Канси и первоначально назывался храмом Путо. В 1717 году император Канси сам переименовал его в храм Хайгуан. После того, как британские и французские союзные войска атаковали Пекин, в главном зале этого храма был подписан Тяньцзиньский договор с правительством Цин. Позже храм был разрушен войной Альянса Восьми Наций. После того как первоначальное место было обозначено как японская концессия, японская армия вторжения построила здесь казармы. После инцидента 7 июля название было изменено на «Штаб-квартира японской северокитайской армии и штаб-квартира военной полиции». Многие борцы с японскими захватчиками были здесь жестоко замучены до смерти. Теперь первоначальное место было перестроено и переименовано в Тяньцзиньскую гематологическую больницу, и на карте Тяньцзиня осталось только название места — храм Хайгуан.

## Муниципалитет
| Название дороги в то время | Текущее название дороги                          | Текущий участок дороги |
| Ямагучи (山口街)           | Чжанцзычжун (张自忠路)                           | Дорога Цзиньчжоу до улицы Ронгцзи |
| Шоу (寿街)                 | Дорога Ксинган (兴安路)                          | Дорога Цзиньчжоу — дорога Дуолун |
| Синьшоу (新寿街)           | Дорога Ксинган (兴安路)                          | Дорога Дуолун до улицы Ронгцзи |
| Акебоно (曙街)             | Дорога Нэньцзян (嫩江路)                         | Участок дороги Дуолун — дорога Цзиньчжоу и нынешний участок дороги Сипин-Ист — дорога Цзиньчжоу больше не существуют.                 |
| Чжакоу (闸口街)            | Дорога Ляобэй (辽北路)                           | Дороги Долунь-роуд до улицы Ронгцзи больше не существует.                                                                             |
| Асахи (旭街)               | Хэпин-роуд (和平路)                              | От дороги Нанма до дороги Цзиньчжоу                                                                                                   |
| Джобан (常磐街)            | Дорога Ляонин (辽宁路)                           | Дорога Цзямусы — дорога Цзиньчжоу |
| Ронг (荣街)                | Дорога Синьхуа (新华路)                          | Дорога Дуолун — дорога Цзиньчжоу |
| Гарден-стрит (花园街)      | Дорога Шаньдун (山东路)                          | Дорога Дуолун — дорога Цзиньчжоу |
| Комацу (小松街)            | Дорога Рехе (热河路)                             | От дороги Siping East до дороги Jinzhou                                                                                               |
| Фуронг (芙蓉街)            | Хэбэй-роуд (河北路)                              | Дорога Дуолун — дорога Цзиньчжоу |
| Оранжевая улица (桔街)     | Дорога Монголия (蒙古路)                         | Дорога Дуолун — дорога Цзиньчжоу |
| Улица Касуга (春日街)      | Хэнань-роуд (河南路)                             | Дорога Дуолун — дорога Цзиньчжоу |
| Город Ёсино (吉野街)       | Дорога Чахар (察哈尔路)                          | Дорога Дуолун — дорога Аньшань |
| Город Акаси (明石街)       | Дорога Шаньси (山西路)                           | Дорога Дуолун — дорога Цзиньчжоу |
| Улица Катори (香取街)      | Дорога Линьси (林西路)                           | Дорога Аньшань — дорога Шэньян |
| Улица Сума (须磨街)        | Дорога Шэньси (陕西路)                           | Дорога Дуолун — дорога Цзиньчжоу |
| Стоунхилл-стрит (石山街)   | Дорога Нинся (宁夏路)                            | Дорога Аньшань — дорога Дуолун |
| Улица Авадзи (淡路街)      | Дорога Ганьсу (甘肃路)                           | Дорога Дуолун — дорога Цзиньчжоу |
| Город Камо (加茂街)        | Дорога Цинхай (青海路)                           | От дороги Оншан до дороги Ваньцюань                                                                                                   |
| Улица Мисима (三岛街)      | Дорога Синьцзян (新疆路)                         | Дорога Аньшань — дорога Дуолун |
| Улица Синцзинь (兴津街)    | Тибетская дорога (西藏路)                        | Дорога Аньшань — дорога Баотоу |
| Улица Сумиёси (住吉街)     | Нанкинская дорога (南京路)                       | От дороги Цзиньчжоу до улицы Наньмэньвай                                                                                              |
| Улица Акияма (秋山街)      | Дорога Цзиньчжоу (锦州道)                        | От Нанкинской дороги до Чжан Цзычжунской дороги, а также от Хэпинской дороги до Чжан Цзычжунской дороги больше не существует.         |
| Улица Пэнлай (蓬莱街)      | Шэньянская дорога (沈阳道)                       | От Нанкинской дороги до Чжан Цзычжунской дороги, а также от Хэпинской дороги до Чжан Цзычжунской дороги больше не существует.         |
| Улица Сонгдо (松岛街)      | Дорога Хами (哈密道)                             | От Нанкинской дороги до Чжан Цзычжунской дороги, в том числе от Нэньцзянской дороги до Чжан Цзычжунской дороги, больше не существует. |
| Улица Нанива (浪速街)      | Дорога Сипинг Ист (四平东道)                     | От дороги Ганьсу до дороги Чжан Цзычжун, среди которых дорога Нэньцзян до дороги Чжан Цзычжун больше не существует.                   |
| Улица Миядзима (宫岛街)    | Шан (鞍山道)                                     | От Нанкинской дороги до Чжан Цзычжунской дороги, в том числе от Синъаньской дороги до Чжан Цзычжунской дороги, больше не существует.  |
| Улица Агацума (吾妻街)     | Дорога Цзямусы (佳木斯道)                        | Дорога Синьхуа — дорога Чжан Цзычжун, в том числе дорога Синъань — дорога Чжан Цзычжун, больше не существует.                         |
| Улица Фушими (伏见街)      | Дорога Ваньцюань (万全道)                        | От Хэбэй-роуд до Нанкин-роуд |
| Улица Таошань (桃山街)     | Дорога Баотоу (包头道)                           | Дорога Шаньси-Тибет-роуд |
| Улица Фукусима (福岛街)    | Торонто-роуд (多伦道)                            | От дороги Чжанцзычжун до улицы Наньмэньвай                                                                                            |
| Бридж-стрит (桥立街)       | Улица Фуань (福安大街)                           | Дорога Чжанцзычжун — дорога Хэпин |
| Улица Фусо (扶桑街)        | Улица Ронгцзи (荣吉大街)                         | Дорога Синъань — дорога Хэпин |
| Яматогай (大和街)          | Улица Синъань и улица Ронгцзи (兴安路和荣吉大街) | Улица Синъань — это участок от улицы Хэпин до улицы Ронгцзи, а улица Ронгцзи — это участок от улицы Синъань до улицы Чжан Цзычжун.    |

## Экономика

### Торговля
В основном экспортирует хлопок в Японию. В 1930-х годах концессия также привлекла внимание всего мира из-за бурно развивающейся контрабандной деятельности. В японской концессии в Тяньцзине находились сотни иностранных компаний всех размеров. Многие из них использовали торговлю как прикрытие для тайного сбора разведданных для японского вторжения в Китай.
- Корпорация Мицубиси
- Мицуи и Ко.
- Корпорация Окура
- Томиан ко., лтд.
- Ниссин Йоко
- Оиси Ёко
- Двойной дракон
- Путешествие Бэт-Оленя
- Торговая компания «Дун Фэй»
- Ясуда Йоко
- Торговая компания «Шуньфэн»
- Ниссин Йоко
- Мацухи Йоко
- Таджима Хироюки
- Торговая компания Chun Yu.
- Ямато Йоко
- Япония Рюкин Ко., Лтд.
- Японская торговая компания Shuangtian, Ltd.
- Ниппон Синри Йоко
- Компания Yoshisho Co., Ltd.
- Towa Trading Co., Ltd.
- Японская торговая компания, ООО
- Киндзима Трейдинг Ко., Лтд.
- Като Ко., Лтд.
- Matsushō Co., Ltd.
- Мицуи и Ко.
- Сайто и Ко.
- Кенмура Ко., Лтд.
- Ниномия Трейдинг Ко., Лтд.
- Мусаи Ко., Лтд.
- Нью-Йорк
- Nisshin Kisen Co., Ltd.

### Розничная торговля
В то время розничная торговля в японской концессии в Тяньцзине была в основном сосредоточена на улице Сюй и в районе Тяньцзинь-Саут-Сити.
- Универмаг Чжунъюань
- Магазин шелка Лаоцзючжан

### Недвижимость
- Квартира Ванго
- Квартира в Датун
- Квартира в Центральном Китае

### Индустрия развлечений
В 1936 году в японской концессии в Тяньцзине насчитывалось более 200 лицензированных японских, корейских и китайских публичных домов, в которых официально работало более 1000 проституток. В стране насчитывается более 160 японских магазинов и более 500 китайских опиумных притонов, которые открыто производят и продают морфин и героин.
- Клуб Тонгвен
- Парк развлечений Далуотянь

## Общество

### Обучение
- Ямато Гакудо
- Горничная Наканиси
- Средняя школа для девочек Сонгдо

### Религия
- Храм Гуаньинь
- Храм Мёходзи
- Храм Хонгандзи
- Японская христианская церковь
- Японский храм Аматсу

### Дресс-код
В первые годы существования японской концессии в Тяньцзине проживавшие там японцы часто надевали кимоно и деревянные башмаки, выходя из дома. Этот наряд часто высмеивался как западными людьми, так и китайцами, поскольку он отличался от западного или китайского стиля одежды. Такая ситуация вызвала недовольство японского консула в Тяньцзине. С этой целью консульство Японии в Тяньцзине издало ряд распоряжений, касающихся одежды.
В 1909 году японское консульство издало консульский приказ, в котором говорилось, что любой человек, одетый непристойно, будет арестован или оштрафован. Генеральное консульство рекомендует мужчинам надевать костюмы на официальные мероприятия, а женщинам следует выбирать одежду в западном или китайском стиле. В 1917 году консульство выпустило еще одно уведомление, в котором дополнительно оговаривалось, что японским мужчинам и женщинам не разрешается носить одежду, открывающую лодыжки, на дорогах и в общественных местах. Нарушители будут задержаны или оштрафованы. В частности, женщинам в общественных местах предписано носить носки или другую одежду, закрывающую лодыжки.
С тех пор консульство Японии ввело дополнительные правила относительно одежды, которую гражданам следует носить, выходя на улицу. Например, ношение гэта и кимоно в общественных местах запрещено, а нарушители будут оштрафованы. Под влиянием этих правил японские экспатрианты в Тяньцзине обычно носят западные костюмы в общественных местах и надевают традиционные японские кимоно только во время празднования крупных японских праздников.
Благодаря правилам консульства относительно дресс-кода, индустрия пошива костюмов в японской концессии в Тяньцзине была относительно развита: здесь находилось более 30 магазинов костюмов, включая Izutsuya Suit Shop, Tsuruno Suit Shop, Yamashita Suit Shop, Kinoshita Trading Company, Yokohama Trading Company и Wada Suit Shop.

## Окончание
30 марта 1943 года Япония передала японские концессии в различных местах правительству Ван Цзинвэя, но фактически сохранила свою первоначальную систему. Только после окончания Второй мировой войны в 1945 году и капитуляции Японии китайское правительство официально взяло под свой контроль японские концессии и переименовало улицы.